# ŽNK Čađavica
ŽNK Čađavica ženski je nogometni klub iz Čađavice.

## Povijest
Ženski nogometni klub Čađavica osnovan je 14. kolovoza 2010. godine a do tada klub se vodio kao udruga Škole nogometa Čađavica koja je djelovala od 2006. godine.
Trenutačno se natječe u 2. hrvatskoj nogometnoj ligi za žene.